# Súdwest-Fryslân
Súdwest-Fryslân (Zuidwest-Friesland en neerlandès) és un municipi de la província de Frísia, al nord dels Països Baixos, creat l'1 de gener de 2011. L'31 de març de 2015, tenia 84.141 habitants repartits per una superfície de 841,56 km² (dels quals 381,92 km² corresponen a aigua).
Aquest nou municipi està conformat per la fusió dels antics municipis de Bolsward, Nijefurd, Snits, Wûnseradiel i Wymbritseradiel.